# 아슈카 고라디아
아슈카 고라디아(힌디어: आशका गोरडिया, 1985년 11월 27일 ~ )는 인도의 배우, 모델이다.